# Feröeri labdarúgó-szövetség
A Feröeri labdarúgó-szövetség (feröeriül: Fótbóltssamband Føroya, rövidítve FSF) Feröer nemzeti labdarúgó-szövetsége. 1979-ben alapították. A szövetség szervezi a Feröeri labdarúgó-bajnokságot, valamint működteti a Feröeri labdarúgó-válogatottat. Székhelye Tórshavnban található.

## Történelem
A labdarúgást a 19. század vége óta játsszák Feröeren; az első csapat az 1892-ben alakult – és máig létező – TB Tvøroyri volt. Az első nemzeti labdarúgó-bajnokságot 1942-ben szervezték. 1979. január 12-én jött létre a Feröeri Labdarúgó-szövetség. A női bajnokság 1985-ben indult.
Az 1980-as években a szövetség beindította az edző- és menedzserképzést, amely eleinte dán segítséggel működött, az 1990-es évek közepe óta azonban teljesen a feröeri szövetség felelősségi körébe tartozik. A szövetség elnöke 1981-től 2002-ig Torleif Sigurðsson volt, aki kulcsszerepet játszott abban, hogy Feröer 1988. július 2-án a FIFA, majd 1990. április 18-án az UEFA tagja lett. A válogatott és a klubcsapatok azóta léptek ki a nemzetközi porondra. Egy későbbi szabálymódosítás értelmében az UEFA már nem vehetné fel tagjai közé (mivel Feröer nem az ENSZ által elismert állam), de a szabályt visszamenőlegesen nem alkalmazzák.

### Elnökök
A szövetség elnökei:
- 1979–1981: Christian Olsen
- 1981–2002: Torleif Sigurðsson
- 2002–2004: Dánjal Andreasen
- 2004–2008: Óli Holm
- 2008- Høgni í Stórustovu